# Ulapes
Ulapes är en kommunhuvudort i Argentina.   Den ligger i provinsen La Rioja, i den centrala delen av landet, 800 km väster om huvudstaden Buenos Aires. Ulapes ligger 411 meter över havet och antalet invånare är 3 205.
Terrängen runt Ulapes är kuperad västerut, men österut är den platt. Trakten runt Ulapes är nära nog obefolkad, med mindre än två invånare per kvadratkilometer..
Omgivningarna runt Ulapes är i huvudsak ett öppet busklandskap.